# Авиационные происшествия Аэрофлота 1990 года
Авиационные происшествия и инциденты, включая угоны, произошедшие с воздушными судами Министерства гражданской авиации СССР (Аэрофлот) в 1990 году.
В этом году крупнейшая катастрофа с воздушными судами предприятия «Аэрофлот» произошла 1 августа близ Степанакерта, когда самолёт Як-40 при заходе на посадку отклонился от трассы и врезался в гору, при этом погибли 46 человек (подробнее…).
Также 1990 год выделяется в истории предприятия «Аэрофлот» наибольшим числом угонов — 33, включая 11 удачных; первый из них произошёл 18 апреля с Ту-134А борт СССР-65862. Для сравнения, всего за период с 1954 по 1991 годы было совершено 110 угонов, включая 24 удачных, то есть почти треть от общего числа всех угонов советских авиалайнеров прошлась на 1990 год. Также примечательно, что Ту-154Б-1 с бортовым номером СССР-85101 угоняли два раза подряд (включая один раз удачно) с интервалом в 5 дней — 5 и 10 июля. Одним из самых известных угонов произошёл 19 августа в северной Якутии, когда группой заключённых был захвачен Ту-154Б-1 борт СССР-85323, который затем угнали в Пакистан (подробнее…).

## Список
Отмечены происшествия и инциденты, когда воздушное судно было восстановлено.
| Дата                  | Место                                                                | ВС        | Бортовой номер | Управление          | Жертв  | Описание | И      |
| --------------------- | -------------------------------------------------------------------- | --------- | -------------- | ------------------- | ------ | --- | ------ |
| 5 января 1990 года    | Гудаури (42°31,50′ с. ш. 44°53′ в. д.)                               | Ми-8      | 24202          | Грузинское          | 1/6    | Перегруженный вертолёт опрокинулся при посадке в снежном вихре | [ 2 ]  |
| 13 января 1990 года   | Первоуральск                                                         | Ту-134А   | 65951          | Северо-Кавказское   | 27/71  | Вынужденная посадка на снежное поле из-за обесточивания самолёта (подробнее…) | [ 3 ]  |
| 16 января 1990 года   | Куркачи, Казань                                                      | Ан-2Р     | 05703          | Приволжское         | 0/13   | Отказ двигателя при заходе на посадку и столкновение с ЛЭП | [ 4 ]  |
| 18 января 1990 года   | Иваново                                                              | Ми-2      | 14356          | Центральных районов | 2/2    | Упал на землю из-за потери дееспособности пилота (вероятно, боли в сердце) | [ 5 ]  |
| 20 января 1990 года   | Новый Актанышбаш                                                     | Ка-26     | 19273          | Приволжское         | 4/4    | Столкновение с ЛЭП после взлёта из-за несоблюдения безопасной высоты | [ 6 ]  |
| 1 февраля 1990 года   | Вождорома, Холмогорский район                                        | Ан-2ТП    | 07207          | Архангельское       | 4/4    | Столкновение с растяжкой антенны из-за уклонения с маршрута и снижения под безопасную высоту | [ 7 ]  |
| 20 февраля 1990 года  | Шяуляй                                                               | Ан-2Р     | 56472          | Литовское           | 0/?    | Подробности неизвестны | [ 8 ]  |
| 21 февраля 1990 года  | Хворостянка                                                          | Ми-2      | 14371          | Центральных районов | 0/?    | Столкновение с землёй при уклонении от ЛЭП из-за снижения под безопасную высоту | [ 9 ]  |
| 16 марта 1990 года    | Вершино-Дарасунский                                                  | Ан-28     | 28702          | Восточно-Сибирское  | 0/?    | Грубая посадка до ВПП | [ 10 ] |
| 18 марта 1990 года    | Игра                                                                 | Ми-8Т     | 25362          | Уральское           | 0/?    | Столкновение с землёй при полёте в метель | [ 11 ] |
| 20 марта 1990 года    | Катангский район (60°07′ с. ш. 109°25′ в. д.)                        | Ми-26Т    | 06024          | Якутское            | 9/9    | Упал на землю из-за отказа гидросистемы продольного управления | [ 12 ] |
| 24 марта 1990 года    | Киренск                                                              | Ан-2Р     | 40679          | Восточно-Сибирское  | 0/2    | Вынужденная посадка на лес из-за отказа двигателя | [ 13 ] |
| 27 марта 1990 года    | Кабул                                                                | Ил-76МД   | 78781          | Узбекское           | 9/9    | Находясь в зоне ожидания свалился в штопор из-за снижения экипажем скорости ниже допустимой | [ 14 ] |
| 28 марта 1990 года    | Шаумяновск                                                           | Ми-8Т     | 22711          | Армянское           | 0/25   | При заходе на посадку был обстрелян с земли | [ 15 ] |
| 6 апреля 1990 года    | Зарафшан                                                             | Ми-2      | 23343          | Узбекское           | 0/3    | Вынужденная посадка вне аэродрома из-за признаков пожара двигателя | [ 16 ] |
| 10 апреля 1990 года   | Енисейск                                                             | Ми-8Т     | 24455          | Красноярское        | 0/?    | В ходе тренировочного полёта при посадке ударился хвостовым винтом о землю | [ 17 ] |
| 12 апреля 1990 года   | Вывенка                                                              | Ми-8Т     | 25993          | Дальневосточное     | 0/4    | Столкновение с поверхностью замёрзшего залива при ночной посадке | [ 18 ] |
| 13 апреля 1990 года   | Уэлен                                                                | Ан-2      | 04355          | Магаданское         | 1/6    | Упал после взлёта из-за перегруза и нарушений центровки | [ 19 ] |
| 18 апреля 1990 года   | Вильнюс                                                              | Ту-134А   | 65862          | Ленинградское       | 0/76+  | Захват рейса «Ленинград—Москва» одним угонщиком (Кулагин), угрожавшего биологическим оружием. Угонщик требовал лететь в Каунас, но позже согласился на Вильнюс (оба в Литве), после посадки в котором сдался. | [ 20 ] |
| 19 апреля 1990 года   | Канимехский район                                                    | Ка-26     | 19666          | Узбекское           | 2/2    | Столкновение с землёй после взлёта из-за падения мощности двигателей и ошибок нетрезвого пилота | [ 21 ] |
| 22 апреля 1990 года   | Колывань                                                             | Ми-2      | 20269          | Западно-Сибирское   | 2/2    | Столкновение с ЛЭП при полёте на малой высоте (пилот был сильно пьян) | [ 22 ] |
| 16 мая 1990 года      | Брестская область                                                    | Ка-26     | 19312          | Белорусское         | 0/1    | После взлёта из-за ошибки пилота потерял высоту и врезался в землю | [ 23 ] |
| 17 мая 1990 года      | Тягун                                                                | Ми-2      | 14376          | Западно-Сибирское   | 1/5    | Столкновение с ЛЭП после взлёта | [ 24 ] |
| 21 мая 1990 года      | Нефтеюганск                                                          | Ми-6А     | 21020          | Тюменское           | 0/6    | Столкновение перегруженного вертолёта с ЛЭП после взлёта | [ 25 ] |
| 30 мая 1990 года      | близ Усть-Куйги                                                      | Ми-8Т     | 24514          | Якутское            | 0/7    | Грубая посадка в условиях турбулентности | [ 26 ] |
| 2 июня 1990 года      | Кенкияк                                                              | Ан-24Б    | 46551          | Северо-Кавказское   | 0/33   | При посадке с превышением приборной и вертикальной скоростей разрушились шасси | [ 27 ] |
| 7 июня 1990 года      | н.д.                                                                 | Ту-154    |                |                     | 1/?    | Захват рейса «Грозный—Москва» одним угонщиком, заставившего лететь в Турцию, где местный отряд специального назначения при освобождении самолёта застрелил угонщика. | [ 1 ]  |
| 8 июня 1990 года      | Арланда, Стокгольм                                                   | Ту-154Б-2 | 85593          | Белорусское         | 0/121  | Захват рейса «Минск—Мурманск» одним угонщиком (17-летний Дмитрий Семёнов), который угрожая ручной гранатой заставил лететь в Стокгольм, где попросил политического убежища. Граната оказалась фальшивой, сам угонщик 17 июля 1990 года был экстрадирован в СССР. | [ 28 ] |
| 11 июня 1990 года     | Серафимовичский район, близ Клетско-Почтовского                      | Ан-2      | 33042          | Северо-Кавказское   | 2/2    | Сваливание на малой высоте и столкновение с землёй из-за ошибок нетрезвого пилота | [ 29 ] |
| 12 июня 1990 года     | Кабул                                                                | Ил-76МД   | 86905          | Узбекское           | 0/10   | При заходе на посадку был поражён из ПЗРК «Стингер»; аварийная посадка с убранными шасси на грунтовую ВПП | [ 30 ] |
| 13 июня 1990 года     | Урай                                                                 | Ми-8Т     | 22360          | Тюменское           | 0/?    | Столкновение с опорой ЛЭП при заходе на посадку | [ 31 ] |
| 15 июня 1990 года     | Каларский район, близ Чары (57°7,50′ с. ш. 118°53′ в. д.)            | Ми-2      | 23288          | Восточно-Сибирское  | 1/8    | Столкновение с деревьями при вынужденной посадке на лесное озеро из-за отказа двигателей | [ 32 ] |
| 17 июня 1990 года     | Советский                                                            | Ми-6А     | 21060          | Дальневосточное     | 0/?    | Грубая посадка из-за преждевременного отключения двигателей после разбалансировки вертолёта | [ 33 ] |
| 18 июня 1990 года     | Кефкен, Коджаэли                                                     | Ан-2      |                | Украинское          | 0/1    | Бывший пилот Валерий Лапин угнал пустой самолёт, а затем следуя вдоль берега через Румынию и Болгарию достиг Турции, где и приземлился. Самолёт был возвращён в СССР. | [ 1 ]  |
| 19 июня 1990 года     | Вантаа, Хельсинки                                                    | Ту-134Б   | 65799          | Латвийское          | 0/59   | Захват рейса «Рига—Мурманск» одним угонщиком (20-летний Олег В. Козлов), который угрожая взорвать самолёт заставил лететь в Хельсинки, где попросил политического убежища. Взрывчатка оказалась муляжом, сам угонщик в июле 1990 года был экстрадирован в СССР. | [ 34 ] |
| 22 июня 1990 года     | Тазовский район, близ Антипаюты (70°0,50′ с. ш. 74°45′ в. д.)        | Ми-8      | 22336          | Тюменское           | 12/12  | Упал на землю, когда лопастью, из-за разбалансировки несущего винта, была отрублена хвостовая балка | [ 35 ] |
| 24 июня 1990 года     | Вантаа, Хельсинки                                                    | Ту-134А   | 65112          | Эстонское           | 0/76   | Захват рейса «Таллин—Львов» одним угонщиком (21 год), который угрожая взорвать самолёт заставил лететь сперва в Стокгольм, но позже согласился на Хельсинки, где попросил политического убежища. Оружия и взрывчатки на борту не оказалось, сам угонщик в августе 1990 года был экстрадирован в СССР. | [ 36 ] |
| 26 июня 1990 года     | Уржумский район, близ Шурмы                                          | Ан-2      | 19730          | Уральское           | 3/3    | При полёте на малой высоте нетрезвый экипаж попытался уклониться от деревьев резким набором высоты. Самолёт потерял скорость и упал в лес. | [ 37 ] |
| 28 июня 1990 года     | Оренбург                                                             | Ту-154Б   | 85184          | Красноярское        | 0/165  | Попытка захвата рейса «Краснодар—Красноярск» одним угонщиком (17-летний Ю. Капирушев), который угрожая химическим оружием требовал направиться в Турцию. После посадки в Оренбурге преступник был арестован; никаких опасных реагентов на борту не нашли. | [ 38 ] |
| 30 июня 1990 года     | Арланда, Стокгольм                                                   | Ту-154Б-2 | 85334          | Ленинградское       | 0/159  | Захват рейса «Львов—Ленинград» одним угонщиком (19-летний Анатолий Михайленко), который угрожая ручной гранатой заставил лететь в Стокгольм, где попросил политического убежища. Граната оказалась без запала и взрывчатого вещества; сам угонщик 31 июля 1990 года был экстрадирован в СССР. | [ 39 ] |
| 1 июля 1990 года      | Якутск                                                               | Ил-62М    | 86456          | Московское          | 0/109  | Выкатывание за пределы ВПП при посадке; бортинженер забыл перевести двигатели в режим реверса (подробнее…). | [ 40 ] |
| 4 июля 1990 года      | Ростов-на-Дону                                                       | Ту-134АК  | 65771          | Северо-Кавказское   | 0/?    | Попытка захвата рейса «Сочи—Ростов-на-Дону» одной угонщицей (30-летняя Р. Маевская), которая летела вместе с 2-летней дочерью и угрожая свёртком, в котором, по её утверждению, находилась взрывчатка, требовала лететь в Турцию. После посадки в Ростовском аэропорту угонщицу арестовали; вместо взрывчатки в свёртке оказались нож и молоток. | [ 41 ] |
| 5 июля 1990 года      | Марыйская область, близ Шатлыка                                      | Ми-2      | 20792          | Туркменское         | 1/1    | Упал после взлёта из-за отравления пилота угарным газом | [ 42 ] |
| 5 июля 1990 года      | Арланда, Стокгольм                                                   | Ту-154Б-1 | 85101          | Ленинградское       | 0/178  | Захват рейса «Ленинград—Львов» одним угонщиком (19-летний М. Мокрецов), который угрожая взорвать самолёт заставил лететь в Стокгольм. Взрывчатки на борту не оказалось; 11 сентября 1990 года за угон самолёта Мокрецов был приговорён шведским судом к 4 годам тюрьмы. | [ 43 ] |
| 7 июля 1990 года      | н.д.                                                                 | Ан-24     |                |                     | 0/?    | Попытка захвата рейса «Минск—Витебск» одним угонщиком (Шавронский); преступник был обезврежен. | [ 44 ] |
| 10 июля 1990 года     | Пулково, Ленинград                                                   | Ту-154Б-1 | 85101          | Ленинградское       | 0/143  | Попытка захвата рейса «Ленинград—Мурманск» одним угонщиком (Абхазава), который демонстрируя два цилиндрических предмета, утверждал, что это бомбы и требовал лететь во Францию. После возврата в Ленинград угонщик был арестован; бомбы оказались муляжами. | [ 45 ] |
| 11 июля 1990 года     | Красноселькупский район, близ Тольки (64°19′ с. ш. 82°16′ в. д.)     | Ми-2      | 20210          | Украинское          | 6/6    | После взлёта упал в лес и взорвался; причина не установлена. | [ 46 ] |
| 12 июля 1990 года     | Пулково, Ленинград                                                   | Ту-154Б-2 | 85346          | Ленинградское       | 0/110+ | Попытка захвата рейса «Ленинград—Мурманск» двумя угонщиками-подростками, которые угрожая взорвать самолёт требовали лететь в Финляндию. Угонщики были обезоружены самими пассажирами, а после возврата в Ленинград арестованы; бомба оказалась муляжом. | [ 1 ]  |
| 13 июля 1990 года     | Гомель                                                               | Ан-2Р     | 70511          | Белорусское         | 0/0    | Инженер АТБ опробовал двигатель на 70511, когда самолёт пришёл в движение и врезался в борт 40842 | [ 47 ] |
| 13 июля 1990 года     | Гомель                                                               | Ан-2Р     | 40842          | Белорусское         | 0/0    | Инженер АТБ опробовал двигатель на 70511, когда самолёт пришёл в движение и врезался в борт 40842 | [ 47 ] |
| 15 июля 1990 года     | Артёмовск                                                            | Ми-2      | 15640          | Украинское          | 4/4    | Упал при заходе на посадку из-за отказа двигателей | [ 48 ] |
| 16 июля 1990 года     | Уяндино                                                              | Ми-8      | 25921          | Якутское            | 0/6    | Опрокинулся при взлёте с мягкого грунта | [ 49 ] |
| 18 июля 1990 года     | Сухуми                                                               | Ту-134А-3 | 65886          | Грузинское          | 0/75   | Попытка захвата рейса «Одесса—Сухуми» одним угонщиком, который угрожая взорвать самолёт требовал лететь в Турцию, но был обезврежен самими пассажирами, а после посадки в Сухуми арестован. | [ 50 ] |
| 19 июля 1990 года     | н.д.                                                                 | Ан-2ТП    | 40861          | Якутское            | 0/?    | Разбился при посадке. Подробности неизвестны. | [ 51 ] |
| 23 июля 1990 года     | Петрозаводск                                                         | Ту-134Б   | 65706          | Латвийское          | 0/74   | Попытка захвата рейса «Рига—Мурманск» двумя угонщиками, который угрожая взорвать самолёт требовали лететь в Стокгольм. После посадки в Петрозаводске преступники были арестованы. | [ 52 ] |
| 1 августа 1990 года   | близ Степанакерта (39°41′ с. ш. 46°32′ в. д.)                        | Як-40     | 87453          | Армянское           | 46/46  | Столкновение с горой при заходе на посадку из-за преждевременного снижения (подробнее…) | [ 53 ] |
| 1 августа 1990 года   | Усугли                                                               | Ан-2Р     | 40413          | Восточно-Сибирское  | 0/3+   | Упал после взлёта из-за перегруза и недостаточной мощности двигателя | [ 54 ] |
| 7 августа 1990 года   | Эвенкия, близ Ванавары                                               | Ми-2      | 20191          | Красноярское        | 0/?    | Потеря высоты при уклонения от столкновения с птицами, приведшая к грубой посадке | [ 55 ] |
| 9 августа 1990 года   | н.д.                                                                 | Ан-2      |                |                     | 0/?    | Попытка захвата рейса «Долгое—Ливны—Орёл» одним угонщиком (Чернявский); в происшествии был ранен один человек. | [ 44 ] |
| 12 августа 1990 года  | Нерюнгри                                                             | Ан-2ТП    | 62407          | Якутское            | 0/?    | Вынужденная посадка на лес из-за отказа двигателя | [ 56 ] |
| 13 августа 1990 года  | н.д.                                                                 | L-410     |                |                     | 0/?    | Попытка захвата рейса «Пенза—Кострома» одним угонщиком (Никифоров). | [ 44 ] |
| 17 августа 1990 года  | Ловозеро                                                             | Ка-32С    | 31026          | Ленинградское       | 11/11  | Отказ системы управления верхним винтом, приведший к схлёстыванию лопастей обоих винтов и их разрушению, после чего вертолёт рухнул на землю | [ 57 ] |
| 17 августа 1990 года  | Томпонский район (63°42′ с. ш. 138°55′ в. д.)                        | Ми-8      | 24148          | Якутское            | 11/11  | Столкновение с горой из-за изменения маршрута и снижения под безопасную высоту | [ 58 ] |
| 18 августа 1990 года  | Рушан                                                                | Ан-28     | 28761          | Таджикское          | 0/?    | Грубая посадка | [ 59 ] |
| 18 августа 1990 года  | Пальяново                                                            | Ми-26Т    | 06023          | Тюменское           | 5/5    | Переворачивание и сход груза с внешней подвески. При попытке пилотов исправить возникшие возмущения, из-за перегрузок отделилась хвостовая балка. | [ 60 ] |
| 19 августа 1990 года  | Чульман, Нерюнгри Джинна, Карачи                                     | Ту-154Б-2 | 85323          | Якутское            | 0/92   | Угон рейса «Нерюнгри—Якутск» группой из 15 заключённых, вооружённых огнестрельным оружием и угрожавших взорвать самолёт (взрывчатка была муляжом). После возврата в Нерюнгри 6 угонщиков сдались властям, а также освобождена часть заложников в обмен на оружие и освобождение из тюрьмы ещё двух заключённых, после чего лайнер вылетел в Пакистан. После посадки в Карачи угонщики сдались местным властям, а затем пакистанским судом были осуждены на пожизненное за угон самолёта. В 1998 году часть преступников экстрадировали в Россию (подробнее…).     | [ 1 ]  |
| 28 августа 1990 года  | Енисейск                                                             | Ми-2      | 23396          | Красноярское        | 0/?    | По неустановленной причине во время полёта столкнулся с деревьями | [ 61 ] |
| 30 августа 1990 года  | Воронеж                                                              | Як-42     | 42321          | Центральных районов | 0/33+  | Попытка захвата рейса «Москва—Воронеж» одним угонщиком (Апицарян), который незадолго до посадки выдвинул требование лететь в Западную Германию. После приземления в Воронеже угонщика арестовали. | [ 62 ] |
| 30 августа 1990 года  | Воронеж                                                              | Ан-2      | 42321          | Центральных районов | 0/?    | Попытка захвата рейса «Воронеж—Орёл» нетрезвым пассажиром (Пантелеев), который угрожая ножом и деревянным муляжом пистолета требовал лететь в Афганистан. Угонщик был обезоружен самими пилотами, а после возвращения арестован. | [ 1 ]  |
| 3 сентября 1990 года  | Пржевальск Фрунзе                                                    | Ан-24     |                |                     | 0/17+  | Двое подростков (Гафаров и Винников, 15—16 лет) проникнув через ограду в аэропорт Пржевальск захватили Ан-24, выполнявший рейс «Пржевальск—Фрунзе», после чего угрожая ножами и якобы бомбой потребовали лететь в Фрунзе, в котором уже выдвинули требование — предоставить им самолёт Ту-154 для вылета в Китай. Переговоры с ними вёл одетый в гражданское исполняющий обязанности начальника городского отдела милиции, который поднявшись на борт сразу скрутил подростка с «бомбой», а подоспевшие оперативники арестовали второго. Бомба оказалась муляжом. | [ 1 ]  |
| 5 сентября 1990 года  | Кош-Агачский район, близ Джазатора (49°31′30″ с. ш. 87°20′20″ в. д.) | Ан-2Р     | 40433          | Западно-Сибирское   | 3/8    | Столкновение с горой после взлёта из-за нарушений схемы вылета и безопасной высоты | [ 64 ] |
| 9 сентября 1990 года  | Павлодар                                                             | Як-40К    | 87914          | Казахское           | 0/22   | Борт 87914 после посадки выкатился вправо с ВПП и врезался в борт 87451 (подробнее…) | [ 65 ] |
| 9 сентября 1990 года  | Павлодар                                                             | Як-40     | 87451          | Казахское           | 0/0    | Борт 87914 после посадки выкатился вправо с ВПП и врезался в борт 87451 (подробнее…) | [ 65 ] |
| 12 сентября 1990 года | близ «Мирного»                                                       | Ил-14М    | 41803          | Центральных районов | 0/?    | Вынужденная посадка на ледник из-за отказа правого двигателя | [ 66 ] |
| 14 сентября 1990 года | Кольцово, Свердловск                                                 | Як-42     | 42351          | Северо-Кавказское   | 4/129  | Столкновение с землёй при заходе на посадку из-за снижения под глиссаду (подробнее…) | [ 67 ] |
| 24 сентября 1990 года | Талаги, Архангельск                                                  | Ту-134    |                |                     | 0/66+  | Захват рейса «Ленинград—Москва» одним угонщиком (43-летний Поляков), который угрожая взорвать самолёт требовал лететь в Стокгольм. Экипажу удалось его убедить совершить посадку в Архангельске для дозаправки, где угонщик после уговоров согласился отпустить заложников, а вскоре и сам сдался милиции. | [ 68 ] |
| 3 октября 1990 года   | Котлас                                                               | Ан-24     |                |                     | 0/?    | Попытка захвата рейса «Пермь—Архангельск» одним угонщиком (Гаврилов), который угрожая взорвать самолёт требовал лететь в Швецию. Был скручен другими пассажирами, а после посадки в Котласе арестован; взрывчатка оказалась муляжом. | [ 69 ] |
| 5 октября 1990 года   | Вантаа, Хельсинки                                                    | Як-40     | 87575          | Ленинградское       | 0/28   | Захват рейса «Новгород—Ленинград» одним угонщиком (41-летний Селиванов), который угрожая взорвать самолёт заставил лететь в Стокгольм, но после посадки в Хельсинки на дозаправку попросил у финских властей политического убежища. Угонщик оказался инвалидом второй группы, состоявший на учёте в психоневрологическом диспансере. Взрывчатки на борту не оказалось, а 5 декабря 1990 года преступник был экстрадирован в СССР. | [ 70 ] |
| 12 октября 1990 года  | Одесса                                                               | L-410UVP  | 67331          | Украинское          | 0/15   | Грубая посадка до ВПП из-за преждевременного включения реверса | [ 71 ] |
| 20 октября 1990 года  | Кутаиси                                                              | Ту-154Б-1 | 85268          | Грузинское          | 0/171  | Прерванный взлёт и выкатывание за пределы ВПП из-за нарушения передней центровки | [ 72 ] |
| 24 октября 1990 года  | Борсенгир (47°53′ с. ш. 68°34′ в. д.)                                | Ан-2      | 19725          | Казахское           | 3/5    | Столкновение с проводами ЛЭП при заходе на посадку | [ 73 ] |
| 26 октября 1990 года  | Нижняя Тунгуска                                                      | Ми-8      | 22865          | Красноярское        | 0/?    | Вынужденная посадка на местности после отключения двигателей из-за обледенения | [ 74 ] |
| 2 ноября 1990 года    | Нюрба                                                                | Ан-26Б    | 26038          | Восточно-Сибирское  | 0/?    | Разбился при посадке | [ 75 ] |
| 12 ноября 1990 года   | Минск-1                                                              | Ту-154    |                |                     | 0/?    | Попытка захвата рейса «Ленинград—Львов» одним угонщиком (Грачёв) который угрожая взорвать самолёт требовал лететь в Стокгольм. После посадки в Минске был арестован. | [ 76 ] |
| 15 ноября 1990 года   | Вантаа, Хельсинки                                                    | Ту-134А   | 65872          | Ленинградское       | 0/?    | Захват рейса «Ленинград—Москва» одним угонщиком (31-летний пермяк Вилесов), который угрожая взорвать самолёт заставил лететь в Хельсинки, где попросил политического убежища. Угонщик состоял на учёте в психоневрологическом диспансере, а взрывчатка оказалась муляжом. | [ 77 ] |
| 16 ноября 1990 года   | Таллин                                                               | Ту-134А   | 65759          | Эстонское           | 0/64+  | Попытка захвата рейса «Таллин—Москва» одним угонщиком, который угрожая пистолетом требовал лететь в Стокгольм. После посадки в Таллине угонщик был арестован; пистолет оказался пластиковым. | [ 1 ]  |
| 17 ноября 1990 года   | Дубенец                                                              | Ту-154М   | 85664          | ЦУМВС               | 0/6    | Вынужденная посадка из-за пожара на борту (подробнее…) | [ 78 ] |
| 19 ноября 1990 года   | близ Бахардока (38°28′ с. ш. 59°10′ в. д.)                           | Ми-8Т     | 22389          | Туркменское         | 15/16  | Упал на землю из-за отказа главного редуктора и отказа гидросистем (подробнее…) | [ 79 ] |
| 21 ноября 1990 года   | Маган, Якутск                                                        | Ил-62     | 86613          | Московское          | 0/189  | Выкатывание за пределы ВПП при посадке из-за перелёта начала полосы (подробнее…) | [ 80 ] |
| 29 ноября 1990 года   | Сыктывкар                                                            | Ту-134    |                |                     | 0/?    | Попытка захвата рейса «Москва—Сыктывкар» одним угонщиком (62-летний Пылев), который требовал лететь в Ирак, утверждая, что в багаже заложена бомба. После посадки в Сыктывкаре угонщик был арестован; взрывчатки на борту не оказалось. | [ 81 ] |
| 30 ноября 1990 года   | Диксон                                                               | Як-40     | 87394          | Красноярское        | 0/35   | Выкатывание за пределы ВПП при посадке с превышением посадочной скорости и с попутным ветром | [ 82 ] |
| 2 декабря 1990 года   | Пулково, Ленинград                                                   | Ту-154    |                |                     | 0/127  | Попытка захвата рейса «Мурманск—Ленинград» одним угонщиком (Герасимов), который угрожая взорвать самолёт требовал лететь в Швецию. После посадки в Ленинграде угонщик был арестован спецназом; проверка самолёта показала, что бомба на сей раз была реальной. | [ 83 ] |
| 11 декабря 1990 года  | Тбилиси                                                              | Як-40     |                |                     | 0/?    | Попытка захвата рейса «Баку—Тбилиси» одним угонщиком (Мурсалов), который угрожая взорвать самолёт требовал лететь в Турцию. После посадки в Тбилиси угонщик был арестован; взрывчатки на борту не оказалось. | [ 84 ] |
| 14 декабря 1990 года  | Шахтёрск                                                             | Ан-24Б    | 47164          | Дальневосточное     | 0/43   | Грубая посадка до полосы с разрушением передней стойки шасси | [ 85 ] |
| 16 декабря 1990 года  | близ Печоры                                                          | Ми-6      | 21010          | Коми                | 0/6    | Упал на землю при заходе на посадку во время снежного вихря | [ 86 ] |
| 21 декабря 1990 года  | Гумрак, Волгоград                                                    | Ту-154    |                |                     | 0/127  | Попытка захвата рейса «Ростов-на-Дону—Волгоград—Нижневартовск» одной угонщицей (Жировская), которая перед вылетом из Волгограда потребовала лететь в США, в противном случае угрожая взорвать самолёт. Женщина была арестована, а проверка показала, что она была безбилетником. | [ 87 ] |
| 24 декабря 1990 года  | Сочи                                                                 | Ил-86     |                |                     | 0/351+ | Попытка захвата рейса «Москва—Сочи» одним угонщиком, который угрожая взорвать самолёт требовал, чтобы после дозаправки в Сочи экипаж направлялся в Лондон. После посадки в Сочи самолёт был освобождён спецназом; проверка показала, что бомбой оказались завёрнутые в пакет произведения Ленина. | [ 88 ] |
| 30 декабря 1990 года  | н.д.                                                                 | Ан-24     |                |                     | 0/?    | Попытка захвата рейса «Киев—Рига» одним угонщиком (Малюгин) | [ 44 ] |